# 阿西尼博因山
阿西尼博因山（英語：Mount Assiniboine）为加拿大西南部的一座山峰，位于加拿大落基山脉中，地处大陆分水岭上，不列颠哥伦比亚省与艾伯塔省交界处，海拔3618米。阿西尼博因山的两侧分别建立了阿西尼博因山省立公园和班夫国家公园，都属于世界自然遗产加拿大落基山公园群的一部分。